# Murasaki Shikibu Nikki Emaki
El Murasaki Shikibu Nikki Emaki (紫 式 部 日記 絵 巻) es un emaki de mediados del siglo XIII, un rollo de imágenes japonesas, inspirado en el diario privado (nikki) de Murasaki Shikibu, dama de honor de la corte y autora Heian de los siglos X / XI de El cuento de Genji. Este emaki pertenece al estilo clásico de pintura japonesa conocido como yamato-e y revive la iconografía del período Heian.
Hoy quedan cuatro rollos de papel del emaki en diferentes condiciones y almacenados en diferentes colecciones: rollos de Hachisuka, Matsudaira, Hinohara (Tokio) y rollos de Fujita (Museo de Arte Fujita, Osaka). De los rollos existentes, el primero relata las celebraciones con motivo del nacimiento del príncipe Atsunari (Atsuhira, más tarde Emperador Go-Ichijō) en 1008 y el último las del nacimiento del Príncipe Atsunaga (más tarde Emperador Go- Suzaku) en 1009. Esta diferencia en el tiempo indica que el emaki original probablemente consistía en más pergaminos de los que existen en la actualidad.

## Descripción
El Diario de Lady Murasaki (紫 式 部 日記, Murasaki Shikibu Nikki) registra la vida diaria de la dama de honor y escritora de la era Heian, Lady Murasaki Shikibu, autora de El Cuento de Genji. Probablemente escrito entre 1008 y 1010, la porción más grande consiste en pasajes descriptivos del nacimiento de los hijos de la emperatriz Shōshi (Akiko) (futuros emperadores Go-Ichijō y Go-Suzaku) y festividades relacionadas, con viñetas más pequeñas quedescriben la vida en el Imperial corte y relaciones entre otras damas de honor y escritores de la corte como Izumi Shikibu, Akazome Emon y Sei Shōnagon.También ofrece un vivo relato de la regencia del poderoso Fujiwara no Michinaga. Al igual que la novela romántica Genji Monogatari, el diario trata sobre las emociones y las relaciones humanas, en particular sobre las limitaciones de Murasaki Shikibu en la corte de Akiko, la soledad y la futilidad tras la muerte de su marido (en 1001). La autora critica a sus contemporáneos, los hombres por sus maneras descorteses (incluido Fujiwara no Michinaga) y las mujeres por su inexperiencia y falta de educación y voluntad. El diario se considera una obra maestra de Nikki Bungaku.
El emaki, que son largos rollos de papel que cuentan una historia a través de textos y pinturas, llegó a Japón a través del intercambio con el Imperio chino alrededor del siglo VI y se extendió ampliamente entre la aristocracia Heian. El período posterior de Kamakura estuvo marcado por luchas internas y guerras civiles que fomentaron el surgimiento de la clase guerrera. Si los guerreros del bakufu preferían los "pergaminos narrativos de rápido movimiento" como los cuentos de guerra o las leyendas, la producción de emaki en la corte de Heian subsistió. Imágenes que ilustran El cuento de Genji continuó siendo popular en el período temprano de Kamakura y revivió el interés en el autor, Murasaki Shikibu. Hacia finales del siglo XIII, un renovado interés por la refinada cultura del período Heian llevó a algunos artistas a volver a los estilos pictóricos de la Corte Imperial; muchos emaki se produjeron durante este período.
El diario de Murasaki Shikibu Emaki pertenece a esta edad de oro de los emaki y, según Penelope Mason, "puede ser considerado como uno de los mejores ejemplos existentes de ilustración narrativa de poesía en prosa del período Kamakura". Fue creado unos 200 años después de que se escribiera el diario, a mediados del siglo XIII. Transcribe la soledad y las observaciones de la vida palaciega del diario, pero añade al texto una cierta nostalgia por el pasado glorioso de la corte Heian, típico del siglo XIII, dando una sensación general de "edad de oro perdida", según Mason, incluso durante eventos felices como fiestas. Las notas explicativas (o leyendas), es decir, la parte que no es de pintura, muestran pequeñas desviaciones textuales del diario.
Un emaki del diario de Murasaki Shikibu se menciona en el Meigetsuki ("Registro de la luna limpia"), el diario del poeta y erudito Fujiwara no Teika. Según este documento, en 1233 varios aristócratas cercanos al emperador enclaustrado Go-Horikawa planearon crear un nuevo emaki con The Tale of Genji (después del siglo XII Genji Monogatari Emaki, el más conocido de estos trabajos), acompañado de otro diario de Murasaki. Sin embargo, no hay evidencia concluyente de que los rollos existentes correspondan a los mencionados por Fujiwara no Teika, aunque la consistencia de las fechas de fabricación sugiere que este es el caso. Las pinturas del emaki se han atribuido al pintor Fujiwara Nobuzane y las leyendas al excelente calígrafo Gokyōgoku (後 京 極 良 経, 1169-1206), a pesar de la evidencia definitiva.

## Estilo y composición

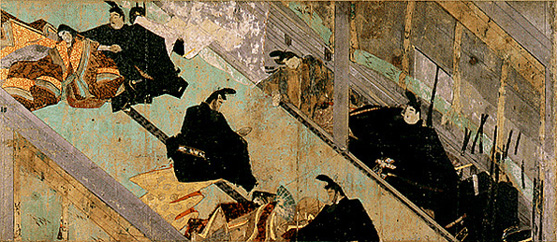
Diario de Murasaki Shikibu Emaki (紙本著色紫式部日記絵巻, shihonchoshoku Murasaki Shikibu nikki emaki). Forma parte del pergamino que se encuentra en el Museo Gotoh de Tokio y que consta de tres ilustraciones y tres páginas de texto. Color sobre papel. El pergamino ha sido designado como Tesoro Nacional de Japón en la categoría de pinturas. 21,0 cm x 48,4 cm. Atardecer de Kankō 5, 11.º mes, 1.º día (1 de diciembre de 1008): "Ika-no-iwai" del Príncipe Imperial. Los nobles de la corte, borrachos y desorganizados/confusos/desordenados, se divierten/juguetean/bromean/coquetean con las damas de la corte. Diversas expresiones faciales y apariencias dan una impresión de realismo.

Dos elementos se encuentran en las ilustraciones del emaki: personas en el interior que realizan actividades típicas de la aristocracia de la época, como escribir cartas, tocar instrumentos, intercambiar poemas o hablar entre ellos; y los jardines fuera de sus edificios. Por esta razón, Mason llama a la gente del emaki "atada a casa". La dirección hacia la izquierda de la lectura del pergamino se refleja en la composición de pinturas e imágenes que pueden llegar a un clímax de derecha a izquierda; o un evento principal presentado a la derecha puede ir seguido de sus secuelas a la izquierda. Estilísticamente, el emaki sigue los principios del género onna-e de yamato-e y, en este sentido, es similar al Tale of Genji Scrolls (1120-1140) pero difiere de ellos en muchos otros aspectos. Típico de onna-e, las pinturas representan la vida en el palacio con una sensación de nostalgia, atemporal y muy conservada, pero se añaden elementos puramente decorativos como paisajes y escenas contemplativas. Las ilustraciones son relativamente cortas en comparación con emaki de guerra o cuentos populares, que, según Mason, "realza la calidad simbólica de los motivos no figurativos".
La técnica pictórica de tsukuri-e ("pintura construida"), utilizada principalmente en emaki de la corte en el siglo XII, también se utiliza aquí. Se realiza en tres etapas: se hace un primer boceto de la escena con tinta china (probablemente por un maestro del taller), luego se aplica el color en toda la superficie del papel en un orden específico, desde grandes áreas en el fondo a finos detalles. Finalmente, los contornos se realzan o se reviven con tinta para enfatizar la profundidad. Sin embargo, puede volver a notarse un cambio visible de estilo, porque los pigmentos son aquí menos opacos de lo habitual, y los tonos más sutiles se resaltan con finos contornos en tinta; y además, el aspecto decorativo emerge con fuerza a través del uso extensivo de polvo de oro y, a veces, de plata. Según Mason, la técnica parece ser menos cuidadosa que en el pasado, como se puede ver en elementos del interior arquitectónico (puertas corredizas, mamparas ...) que carecen de detalle o en el polvo de plata que se usa mucho. menos a menudo en general en comparación con el oro.
Los cambios culturales posteriores al período Heian dieron como resultado una representación más realista de figuras que incluían movimientos y gestos. Abandonando el estilo hikime kagibana del período Heian ("ojos rajados, nariz ganchuda"), se pintaron figuras con rasgos individuales y expresiones faciales que transmitían emociones y estados de ánimo. De manera más general, M. Murase señala que la expresión de los sentimientos cambió sutilmente en comparación con los pergaminos del siglo XII; aquí las habitaciones (o el espacio interior, porque depende del fusuma) del palacio son más grandes y menos íntimas o privadas, y los nobles van y vienen con naturalidad y determinación. A diferencia de pergaminos anteriores como el Genji Emaki, en el que la arquitectura y el paisaje se usaban como metáforas de las emociones de las personas, presiones interpersonales o sociales, en estos pergaminos los sentimientos de las personas se pintan directamente en las caras o se muestran a través de gestos, además de ser expresados por la ubicación de los personajes dentro de la escena. Se siguieron utilizando elementos arquitectónicos como pilares, vigas o plataformas para transmitir estados de ánimo. Los paisajes se mantienen por sí solos, ya que se separan de las emociones de los personajes y adquieren una nueva función como un lugar para escapar de las limitaciones de la vida de la corte.
Como la mayoría de los emaki, la composición se basa en la técnica de fukinuki yatai ("techo volado"), que consiste en una perspectiva de mirar hacia abajo desde arriba hacia los espacios interiores que resulta en una vista profunda. Además, las diagonales se utilizan para marcar la profundidad. En comparación con los rollos anteriores, en estos rollos, los espacios interiores se representan desde una perspectiva más normal, como a través de persianas de bambú enrolladas ( misu ) o espacios en las paredes donde se habían eliminado los paneles deslizantes (fusuma). El ritmo que es intencionalmente lento en tsukuri-e, aquí parece un poco más rápido con ilustraciones que representan una sola ocurrencia en el tiempo y eventos relacionados temporalmente ubicados cerca uno del otro en el emaki.
Este nuevo enfoque decorativo de las pinturas de la corte (onna-e) inspirado en los temas de la literatura es evidente en varias otras obras del período Kamakura, como uta monogatari (por ejemplo, Los cuentos de Ise Emaki ), tsukuri monogatari (por ejemplo, Sumiyoshi Monogatari Emaki ) y romances (por ejemplo, Canciones de amor de Lord Takafusa (隆 房 卿 艶 詞 絵 巻, Takafusa Kyō tsuya kotoba emaki )).

## Pergaminos existentes
Se cree que el emaki originalmente constaba de 10-12 rollos. [4] [5] Se desconoce la herencia ancestral de los emaki antes del período Edo y una investigación realizada durante el período Meiji encontró que solo habían sobrevivido cuatro rollos, cada uno de 21,0 cm de alto y entre 4,5 y 5,4 m de largo. [3] [13] Los propietarios y el estado de conservación de los cuatro rollos ha cambiado desde entonces. [13] Las partes existentes corresponden a aproximadamente el 15 por ciento del diario original y no están en secuencia. [4] Consisten en 24 escenas de diferentes anchos distribuidas entre tres pergaminos, seis hojas sueltas y dos pergaminos colgantes en seis ubicaciones diferentes: Museo Fujita de arte, Museo Gotoh, Museo Nacional de Tokio y tres colecciones privadas. [6] Cada rollo comienza con una sección de texto y generalmente alterna descripciones de escenas con ilustraciones, terminando con una pintura. En dos casos, una sección de texto largo se divide en dos partes  y el rollo de Hachisuka tiene una acumulación de tres ilustraciones no separadas por texto, y una acumulación de dos secciones de texto independientes no separadas.

### Pergamino de Hachisuka
Cronológicamente, las escenas más antiguas del emaki, combinadas con algunas de las anécdotas posteriores del diario, están contenidas en el rollo de Hachisuka. El nombre de su antiguo propietario, el clan Hachisuka, gobernantes del dominio Tokushima en la provincia de Awa, este pergamino es de propiedad privada. Consta de ocho ilustraciones y siete secciones de texto en 16 hojas de papel. [27] La tercera sección de texto larga está dividida en dos partes y seguida de tres ilustraciones. La séptima sección de texto sigue inmediatamente a la sexta sin una pintura entre las dos. El rollo completo mide 537,5 cm de largo y ha sido designado Bien Cultural Importante. Las escenas 1 a 5 corresponden a una parte continua del diario y son las entradas más antiguas del diario representadas por cualquiera de los cuatro rollos de emaki existentes. Las escenas 6 y 7 corresponden a entradas posteriores del diario y aparecen en el diario después de varias de las escenas descritas en los otros tres pergaminos existentes. [13] [28]

### Celebración del tercer día del nacimiento de Atsuhira-shinnō

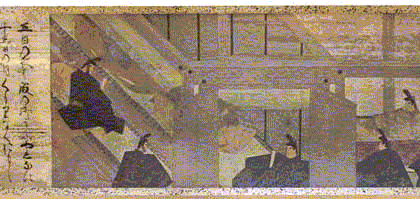
Nobles ofreciendo felicitaciones

El rollo de Hachisuka comienza con una descripción de un banquete ofrecido por el mayordomo de la reina y administrado por el gobernador de la provincia de Ōmi el 5 de Kankō, el noveno mes, el día 13 (14 de octubre de 1008), la tercera noche del nacimiento de Atsuhira-shinnō, el posterior emperador Go-Ichijō. En esa ocasión, la madre, la emperatriz Shōshi, recibió regalos como ropa y muebles de bebé. La ilustración asociada con esta escena muestra a los nobles de la corte en los balcones exteriores del edificio principal en el que se encuentra la reina. [30]

### Celebración del quinto día del nacimiento de Atsuhira-shinnō
Cuarta pintura (derecha), quinta pintura (centro) y cuarta sección de texto (izquierda)
Las escenas de la segunda a la quinta del pergamino de Hachisuka se establecen en la noche del 5 de Kankō, el noveno mes, el día 15 (16 de octubre de 1008). Ese día, el primer ministro y el abuelo del bebé, Fujiwara no Michinaga , celebra el nacimiento. En la segunda escena de texto del emaki, Murasaki Shikibu describe cómo todos, incluidos los sirvientes, los funcionarios menores y la alta nobleza, estaban alegres y felices. Se colocaron mesas con bolas de arroz (mochi) en el jardín, la luna llena brillaba hermosamente y las antorchas iluminaban la escena como a la luz del día. Hay una ilustración que sigue a esta escena. [31]
El tercer texto se divide en dos partes, seguidas de tres ilustraciones. El texto contiene una descripción detallada de cómo se sirvió la cena a la reina, incluidos los nombres de las damas de honor y los nombres de sus padres. Las damas que no habían sido seleccionadas para asistir "lloraron amargamente". Otras personas involucradas en la ceremonia fueron uneme, [nb 9] mohitori, [nb 10] migusiage, [nb 11] tonomori, [nb 12] kanmori no nyokwan [nb 13] y porteros. Según Murasaki Shikibu, hubo tanta gente involucrada que fue difícil pasar. [32]

La dama de la corte sale por debajo de las persianas [33]
La cuarta escena, relativamente corta, describe que las damas de honor salen de la habitación de la reina que había sido dividida por misu [nb 5] entrando en el jardín iluminado por antorchas. También da más detalles y una interpretación del vestido de una de esas sirvientas, Lady Oshikibu. [34]

La séptima pintura, ubicada entre las secciones de texto quinta (derecha) y sexta (izquierda). El breve quinto pasaje es una continuación de los eventos anteriores y relata un intercambio de cortesías entre las damas de la corte y un monje que había mantenido la guardia nocturna contando historias religiosas y de otro tipo. Murasaki Shikibu le dice: No puedes ver una cosa tan hermosa todos los días , a lo que él responde: ¡De hecho! ¡Por supuesto! aplaudiendo con alegría y descuidando a su Buda. La ilustración muestra a un sacerdote anciano cerca del borde izquierdo de la pintura abriendo un biombo, más allá del cual están sentadas tres damas de la corte. Murasaki Shikibu está sentado más cerca del monje directamente detrás de la pantalla. [34]